# Akrewhi
Der Akrewhi (indonesisch Gunung Akrewhi) ist ein Berg im Westen der indonesischen Insel Damar. Er erreicht eine Höhe von 495 m. Er bildet damit den vierthöchsten Punkt der Insel. An seinen Hängen entspringen die Flüsse Awehnjo und Aunjewnjo.